# Dario Vidosic
Dario Vidosic [ʋidɔʃitɕ] (* 8. April 1987 in Osijek, SR Kroatien, SFR Jugoslawien; kroatische Schreibweise: Dario Vidošić) ist ein australischer Fußballspieler kroatischer Herkunft, welcher bis im Sommer 2015 in der Raiffeisen Super League beim FC Sion unter Vertrag stand.

## Karriere

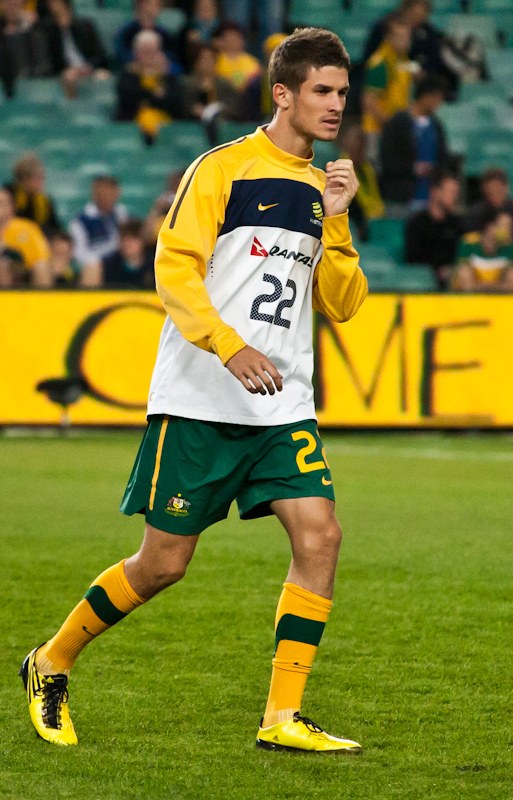
Vidosic vor einem Spiel der australischen Nationalelf (2010)

Die Familie des offensiven Mittelfeldspielers und Stürmers emigrierte im Jahr 1988 nach Brisbane, Australien. Dario entstammt der Fußballschule des Australian Institute of Sport. 
Ab Juli 2006 gehörte Vidosic zum Profikader von Queensland Roar, wo sein Vater Rado als Co-Trainer arbeitete.
Im März 2007 absolvierte das Offensivtalent ein Probetraining beim 1. FC Nürnberg und wusste dort zu überzeugen. Zur Saison 2007/08 wechselte Vidosic zum Club, wo er einen Dreijahresvertrag unterschrieb. Die Mehrzahl seiner Einsätze absolvierte der 20-Jährige in seiner ersten Saison für die Oberligamannschaft der Franken, er kam aber auch zu vier Kurzeinsätzen in der 1. Bundesliga. Am Ende der Saison 2007/08 stieg die 1. Mannschaft des 1. FC Nürnberg in die 2. Liga ab. In der Hinrunde der Saison 2008/09 kam Vidosic erneut nur auf drei kurze Einsätze. In der Winterpause sollte er daher an den dänischen Erstligisten Esbjerg fB ausgeliehen werden, was erst im letzten Moment scheiterte. Kurze Zeit später steigerte sich seine Form. Am 23. März 2009 schoss er sein erstes Tor in einem Pflichtspiel für die erste Mannschaft des Club. Mit diesem 1:0-Siegtreffer beim Tabellenführer SC Freiburg wurde er zum Matchwinner. Am 3. Mai stand er beim Heimspiel gegen den FC Ingolstadt 04 erstmals in der Startelf und schoss erneut das einzige Tor des Spiels. Eine Woche später traf er im Frankenderby gegen die SpVgg Greuther Fürth zur zwischenzeitlichen Führung, Endstand war 1:1. Insgesamt war er bis Saisonende auf elf Einsätze gekommen, im Relegations-Hinspiel wurde er ebenfalls eingewechselt.
In der Hinrunde der folgenden Bundesligasaison kam er auf immerhin neun Einsätze. Dennoch wurde er am 19. Januar 2010 bis Saisonende an den MSV Duisburg ausgeliehen. Dazu sagte er: „Ich will mit dem Wechsel meine Chancen auf die WM erhalten und mich beim MSV mit regelmäßigen Einsätzen empfehlen.“ Am 25. Januar 2010, dem ersten Rückrundenspieltag, kam er durch eine Einwechselung zu seinem ersten Einsatz für die Meidericher. Am 32. Spieltag schoss er bei einer Heimniederlage gegen den SC Paderborn 07 sein erstes Tor.
Nachdem Vidosic auch in der Hinrunde der Saison 2010/11 nur Reservist gewesen und zu lediglich fünf Einsätzen gekommen war, wurde er für die Rückrunde an den Zweitligisten Arminia Bielefeld ausgeliehen. Zur Saison 2011/12 kehrte er in die australische A-League zurück und schloss sich Adelaide United an. Zur Spielzeit 2013/14 kam es zu einem Vereinswechsel, als Vidosic erneut den Sprung nach Europa wagte und in dem FC Sion einen neuen Arbeitgeber fand.
Nach seiner Zeit in Sion wechselte er ein paar Mal innerhalb von Australien und Asien hin und her, wo er in den jeweiligen Ligen insgesamt zu 84 Einsätzen kam, in denen er 17 Tore erzielen konnte.

## Nationalmannschaft
Dario Vidosic ist aktueller Nationalspieler Australiens und nahm an den Fußball-Weltmeisterschaften 2010 und 2014 teil.

## Titel / Erfolge
- Bundesliga-Aufstieg 2008/09 mit dem 1. FC Nürnberg
- Schweizer-Cup-Sieger: 2015